# Alan Hollinghurst
Alan James Hollinghurst (Stroud, 26 maggio 1954) è un romanziere britannico, vincitore nel 2004 del premio Booker per il romanzo La linea della bellezza.

## Biografia
Nato il 26 maggio del 1954 a Stroud (Gloucestershire), Alan Hollinghurst studiò letteratura inglese al Magdalene College di Oxford, vincendo anche il Premio Newdigate per miglior poeta esordiente (per Isherwood is at Santa Monica). Alla fine degli anni settanta divenne ricercatore al Magdalene, poi al Somerville College e infine al Corpus Christi College, finché nel 1981 si trasferì a Londra. Qui iniziò a lavorare come redattore per il Times Literary Supplement, di cui fu vice-direttore dal 1982 al 1995.
È dichiaratamente gay.

## Premi e riconoscimenti
- 1988: Lambda Literary Award, categoria romanzo d'esordio per La biblioteca della piscina[2];
- 1989. Somerset Maugham Award per La biblioteca della piscina[3][4];
- 1991:  E.M. Forster Award, conferito dall'American Academy of Arts and Letters per La biblioteca della piscina[5][6]
- Nel 1994 ha vinto il James Tait Black Memorial Prize per La stella di Espero
- 2004: Man Booker Prize per La linea della bellezza[7];

## Opere

### Narrativa
- La biblioteca della piscina (The Swimming Pool Library, 1988), Mondadori, 1989
- La stella di Espero (The Folding Star, 1994), Mondadori, 1995
- The Spell (1998)
- La linea della bellezza (The Line of Beauty, 2004), Mondadori, 2006
- Il figlio dello sconosciuto (The Stranger's Child, 2011), Mondadori, 2012
- Il caso Sparsholt (The Sparsholt Affair, 2017), Guanda, 2019

### Poesia
- Isherwood is at Santa Monica (1975)
- Confidential Chats with Boys (1982)